# Giordano Marchiani
Giordano Marchiani (Ascensione, 23 aprile 1924 – 21 aprile 1996) è stato un politico italiano.

## Biografia
Laureato in legge all'Università Cattolica di Milano, fu eletto al Parlamento (Camera dei deputati) nel 1963. Fu poi consigliere comunale a Lugo nella consiliatura 1964-1969.
Assunse l'incarico di direttore generale dell'Ente Delta Padano che nel 1976 fu sostituito dall'«Ente regionale di sviluppo agricolo per l’Emilia-Romagna» (ERSA), di cui fu vicepresidente.
Giornalista pubblicista, ha collaborato a numerosi quotidiani e periodici.

## Opere
- Via Emilia verde, Milano, Silvana 1984 (coautore, insieme a Mario Rebeschini, Nani Tedeschi, Andrea Emiliani ed Enzo Gentili)